# Automeris curvilinea
Automeris curvilinea är en fjärilsart som beskrevs av William Schaus 1906. Automeris curvilinea ingår i släktet Automeris och familjen påfågelsspinnare. Inga underarter finns listade i Catalogue of Life.